# Naissance en 1207
Naissance
- 1203
- 1204
- 1205
- 1206
- 1207
- 1208
- 1209
- 1210
- 1211

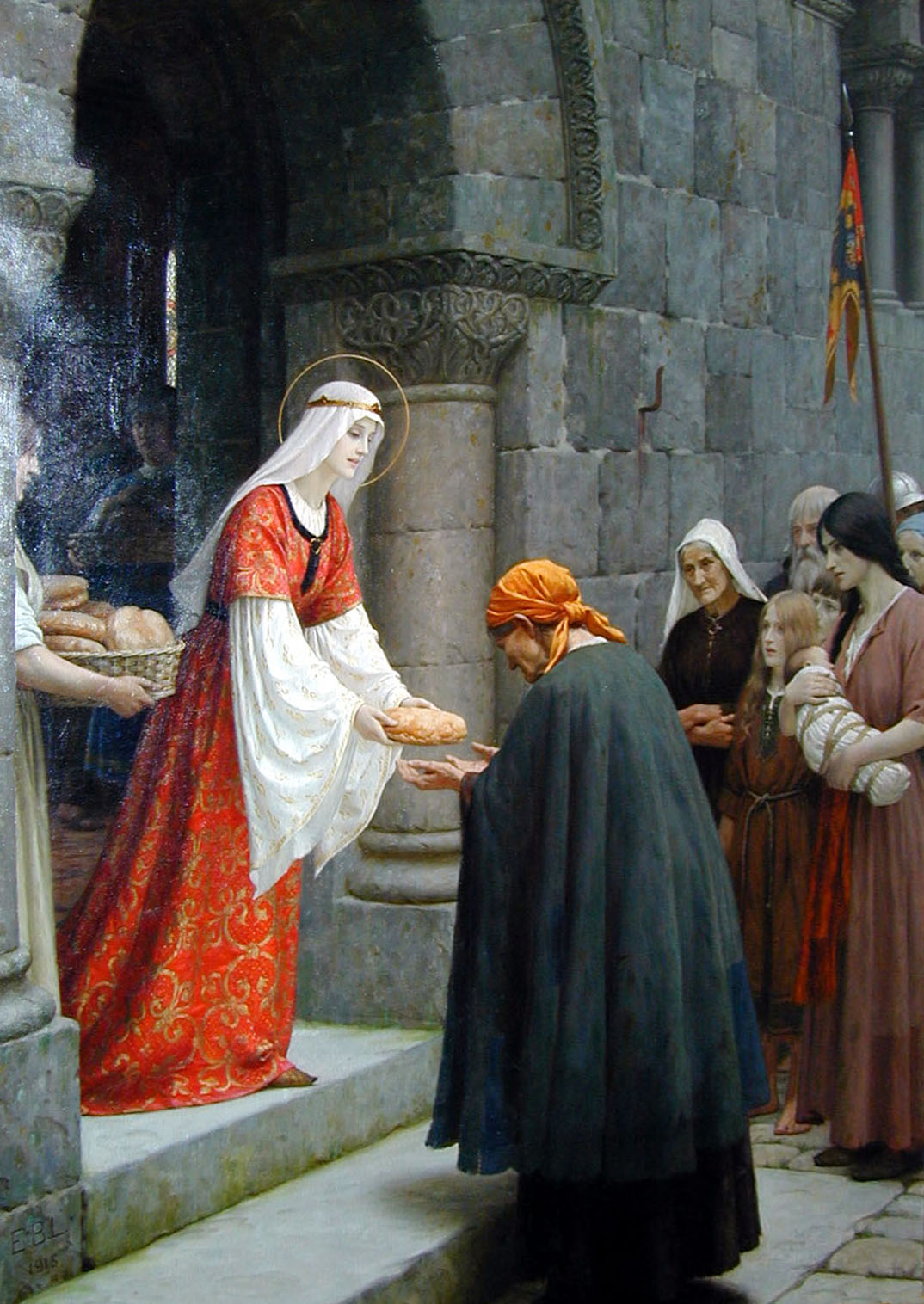
Élisabeth de Hongrie faisant la charité, née en 1207.

Cette page dresse une liste de personnalités nées au cours de l'année 1207 :
- 7 juillet : Élisabeth de Hongrie, landgravine consort de Thuringe et sainte catholique.
- 8 septembre : Sanche II de Portugal, quatrième roi de Portugal (et troisième des Algarves).
- 30 septembre ou 7 octobre : Djalâl ad-Dîn Rûmî, poète mystique persan (dari) qui a profondément influencé le soufisme.
- 1er octobre : Henri III d’Angleterre, futur roi d’Angleterre, seigneur d'Irlande et duc d'Aquitaine.

- Batu Khan, chef mongol.
- Fujiwara no Ariko, impératrice consort du Japon.
- Henri II de Brabant, Comte de Louvain, duc de Brabant et duc de Basse-Lotharingie.
- Jakuen, moine chinois zen, disciple de Rujing.
- Jamaleddin Ibn Wassel, diplomate et homme de loi égyptien (Hama).
- Kōen, sculpteur bouddhique japonais (busshi) de l’époque de Kamakura, appartenant à l’école Kei.
- Philippe Ier de Savoie,  évêque de Valence, puis archevêque de Lyon, assurant notamment la sécurité du pape Innocent IV et du concile de Lyon. Il quitte la religion et devient comte de Bourgogne, puis comte de Savoie, d'Aoste et de Maurienne.
- Ubaldo Visconti de Gallura, ou Ubaldo II, juge de Gallura et également juge  consort de Torres.
- Otton Visconti, archevêque de Milan.
- Vladislav II de Moravie, margrave de Moravie.

date incertaine (vers 1207)
- Malik al-Salih Ayyoub, sultan ayyubide d’Égypte et de Damas.

## Crédit d'auteurs
- Cet article est partiellement ou en totalité issu de l'article intitulé « 1207 » (voir la liste des auteurs).